# Municipio de Hasty
El municipio de Hasty (en inglés: Hasty Township) es un municipio ubicado en el condado de Newton en el estado estadounidense de Arkansas. En el año 2010 tenía una población de 268 habitantes y una densidad poblacional de 5,41 personas por km².

## Geografía
El municipio de Hasty se encuentra ubicado en las coordenadas 35°59′59″N 93°2′12″O / 35.99972, -93.03667. Según la Oficina del Censo de los Estados Unidos, el municipio tiene una superficie total de 49.53 km², de la cual 49,25 km² corresponden a tierra firme y (0,57 %) 0,28 km² es agua.

## Demografía
Según el censo de 2010, había 268 personas residiendo en el municipio de Hasty. La densidad de población era de 5,41 hab./km². De los 268 habitantes, el municipio de Hasty estaba compuesto por el 98,51 % blancos y el 1,49 % eran de una mezcla de razas. Del total de la población el 1,87 % eran hispanos o latinos de cualquier raza.